# 门龙绍女
《门龙绍女》（侗语:maenv liongc saol nyuix），贵州侗戏作品。侗族戏师石玉秀根据民间叙事歌《门龙》改编。原戏唱词有260多首，一场需连演三天两晚。1981年从江县侗族戏师梁松年将侗戏其译成汉文本。1986年，李瑞眩又将其整理为十场。
该剧讲述门龙为了逃脱父母包办的姑表亲婚姻，远走他乡，与绍女相遇，两人一见钟情，结为夫妻。门龙得知父母去世后，与绍女回到家乡。哪知家业已被在他家帮工的松重所占。松重伪造遗言，赶走门龙。门龙愤怒之下敲响鼓楼大鼓，惊动了寨老乡亲。寨老判门龙父母的家业归门龙所右，松重投塘自杀。